# Heterocercus flavivertex
A Heterocercus flavivertex a madarak osztályának verébalakúak (Passeriformes) rendjébe és a piprafélék (Pipridae) családjába tartozó faj.

## Rendszerezése
A fajt August von Pelzeln osztrák ornitológus írta le 1868-ban.

## Előfordulása
Dél-Amerika északi részén, Brazília, Kolumbia és Venezuela területén honos. Természetes élőhelyei a  szubtrópusi és trópusi síkvidéki esőerdők, mocsári erdők és száraz cserjések.

## Megjelenése
Testhossza 14 centiméter.

## Életmódja
Gyümölcsökkel és rovarokkal táplálkozik.

## Természetvédelmi helyzete
Az elterjedési területe nagy, egyedszáma pedig stabil. A Természetvédelmi Világszövetség Vörös listáján nem fenyegetett fajként szerepel.